# Medal of Honor: Allied Assault: Breakthrough
Medal of Honor Allied Assault Breakthrough es el nuevo pack de expansión para el galardonado videojuego Medal of Honor: Allied Assault.
Situado en el teatro de operaciones europeo de 1943 a 1944, Medal of Honor Allied Assault Breakthrough combina once niveles de un solo jugador con nueve nuevos mapa multijugador e incluye nuevas localizaciones, armas y soldados.
Como el sargento del Ejército de los Estados Unidos John Baker, los jugadores se unirán a la batalla del paso de Kasserine en el Norte de África, la carrera para capturar Mesina en Sicilia, y finalmente repeler al Ejército Alemán en la histórica batalla de Monte Battaglia en el corazón de Italia, escenarios todos ellos de la Segunda Guerra Mundial.
Armado con un nuevo arsenal de armas, los jugadores lucharán solos y en equipo para parar el poder del Eje.
Creado por EALA y desarrollado por TKO Software, Inc., la nueva expansión para el éxito de crítica Medal of Honor Allied Assault, lleva a los jugadores desde las arenas del norte de África hasta el corazón de Italia en su lucha por derrotar al Tercer Reich. Como el sargento del ejército estadounidense John Baker, tomarás parte en la batalla por el paso de Kasserine en el norte de África, en la carrera por la conquista de Mesina en Sicilia, para finalmente repeler al ejército alemán en la histórica batalla de Monte Battaglia en el corazón de Italia.

## Misiones y objetivos

### Misión 1: Batalla del paso de Kasserine y Operación Torch
Nivel 1: Atraviesa el campo de batalla hasta las líneas enemigas, sigue por la ruta hasta un búnker enemigo, entra en el búnker, encuentra el interruptor que abre la puerta reforzada, sigue la ruta, encuentra los Flak 88 ocultos, entra en la base enemiga por las trincheras, ábrete paso por la base hasta encontrar documentos de inteligencia, reúnete con los aliados al salir de la base.
Nivel 2: Destruye la artillería para que los tanques puedan seguir por el paso, escolta y cubre al tanque barreminas Sherman hasta llegar a un puesto fortificado enemigo, penetra en el puesto, encuentra el almacén de municiones, coloca una bomba, corre hasta la salida más cercana y reúnete con los aliados.
Nivel 3: Ayuda al equipo de rescate aliado a liberar a los prisioneros británicos dentro de un fuerte enemigo bajo asedio, despeja el fuerte, reúnete con un agente de la SAS llamado Klaus Knefler, sigue a Klaus y sus instrucciones hasta poder conseguir un transporte enemigo.
Nivel 4: Consigue papeles (azules) para poder subir a la fragata enemiga, obtén los documentos a bordo, ábrete paso a través del barco hasta llegar a los motores, coloca una bomba en los motores, encuentra una manera de salir de la fragata, reúnete con Klaus Knefler, escapa con Klaus de la ciudad.

### Misión 2: Sicilia "Operación Husky"
Nivel 1: Salta del planeador, encuentra todos los emplazamientos antiaéreos y destrúyelos, reúnete con los supervivientes aliados y rechaza el contraataque italiano.
Nivel 2: Destruye la antena de comunicaciones enemiga, ábrete paso con la ametralladora Browning M1919 montada en el jeep hasta el aeródromo enemigo, sabotea los aviones italianos ubicados en los hangares, envía una falsa alarma desde la torre de control, escapa del aeródromo.
Nivel 3: Elimina el tanque italiano con una bazuca dentro de la casa más cercana, sigue por la ruta (es recomendable recoger la munición que está ubicada en el planeador derribado, dentro de una caja), ayuda a los paracaidistas aliados, sigue a través de la casa tomada por los italianos y por el viñedo, reúnete con los refuerzos aerotransportados, despeja el pueblo, sigue por el granero, sigue por la ruta atravesando la granja hasta una casa, sube al primer piso y detén el contraataque italiano. (Ganas 20XD)

### Misión 3: Invasión de Monte Cassino, Batalla de Anzio y Monte Battaglia
Nivel 1: Reúnete con las tropas británicas, cubre al médico y ayúdalo a buscar supervivientes dentro de la ciudad cercana a Monte Cassino, elimina a los francotiradores alemanes que inmovilizan a los supervivientes, encuentra un lanzagranadas PIAT, elimina al Panzer IV alemán, sigue a través de los escombros de la ciudad.
Nivel 2: Con ayuda del Médico, busca supervivientes en las ruinas de la ciudad, destruye el tanque que asalta a los supervivientes, busca más supervivientes o prisioneros en lo profundo de la ciudad (ningún prisionero debe morir), sigue adentrándote en la ciudad, asalta el puesto de mando enemigo, libera a los prisioneros británicos restantes y cubre la retirada.
Nivel 3: Prepara una emboscada para atacar los suministros de munición que necesitan los cañones ferroviarios alemanes colocando una bomba en la carretera (justo al lado de la roca), haz explotar la bomba al lado del primer camión, asalta el convoy neutralizando los camiones restantes con los explosivos, busca en el puesto enemigo más cercano información acerca de la ubicación de los cañones ferroviarios alemanes, busca y destruye dichos cañones.
Nivel 4: Espera el cargamento de munición aliado, en medio del combate recupera la munición y entrégaselo a los aliados para mantener la línea de defensa. Mantén la primera línea de defensa del monte todo el tiempo posible y reagrúpate en la segunda línea siguiendo la carretera del monte. Resiste en la segunda línea, retírate al castillo del Monte Battaglia atravesando el campo de batalla y los túneles subterráneos que llevan al castillo. Encuentra la radio en lo alto del castillo para pedir un bombardeo aéreo. Defiende la antena de la radio con el fusil de francotirador y unos lanzacohetes antitanque, mientras el operador arregla la transmisión para solicitar el bombardeo. Una vez repelido el ataque, solicita el apoyo aéreo.

## Multijugador
El juego multijugador ha sido mejorado con la adición del Modo Liberación . En este modo, los jugadores derrotados deben ser rescatados por sus compañeros supervivientes para continuar la lucha. Los populares modos Tug-of-war y Objetivo también vuelven. Además, los jugadores pueden conducir tanques, los observadores de artillería pueden pedir ataques de artillería, y los dragaminas pueden enterrar y desactivar minas. También los jugadores pueden elegir skins Americanas, Inglesas, Italianas y Alemanas en las partidas multiplayer.
Existen también el Free-for-all que consiste en que los jugadores tienen que eliminar libremente a otros jugadores. Este modo no tiene equipos y van todos contra todos.
Otro modo es el Team-match que es por equipos y hay otro tipos de servidores como el Thilly o el gravity-mod

## Claves y trucos
Consigue diversas ventajas para el juego.
Edita el acceso directo del juego con la siguiente línea: X:PathtoMedal of Honormoh_Breakthrough.exe +set developer 1 +set thereisnomonkey 1 +set cheats 1 +set ui_console 1. It will enable the cheats
Una vez hecho esto, durante el desarrollo de una partida pulsa [º] para acceder a la consola de trucos e introduce los siguientes códigos.
Códigos:
• Kill: Suicidarse.
• dog: Modo Dios.
• coord: Muestra todas las localizaciones y ángulos.
• notarget: No muestra el objetivo.
• noclip: Desactiva los trucos.
• fullheal: Salud ilimitada.
• wuss: Todas las armas.
• listinventory: Muestra el inventario.
• health: Rellenar salud.
• maplist: Muestra una lista de niveles, a los que podrás jugar.
• toggle cg_3rd_person: Vista en 3ª persona.
• giveweapon weapons/: Asigna al jugador un arma específica después de ( / ).
• tele x y z: Teletranspórtate a una zona específica ( sustituye x y z por el valor que quieras).
El Medal Of Honor es uno de los grandes juegos de PC, cuando hablamos de acción en primera persona. Fue uno de los juegos que revolucionó el mercado, y dio pie a grandes juegos de hoy en día. Está basado en la Segunda Guerra Mundial, con misiones basadas en hechos reales. Acá te dejamos los trucos para el mismo.
Para que los trucos funcionen, tienes que editar el acceso directo del juego, y dejarlo de la siguiente manera: "C: \UBICACIÓN DEL JUEGOLOCALIZACIÓN DEL JUEGO \mohaa.exe" +set ui_console 1 +set cheats 1 +set thereisnomonkey 1
Luego en el juego, aprietas el botón º (en la mayoría de los teclados a la izquierda del número 1) para bajar la consola y poder digitar los trucos
```
   * GIVE AMMO: Incrementa la munición al máximo
   * NOTARGET: Borra el objetivo y el enemigo nos ignora
   * KILL: Mata al jugador
   * NOCLIP: El jugador puede atravesar las paredes
   * LISTINVENTORY: Muestra el inventario del jugador
   * FULLHEAL: Incrementa la vida al máximo    
   * WUSS: El jugador cuenta con todas las armas
   * DOG: Modo Dios
   * COORD: Muestra al jugador las coordenadas en las que está
   * HEALTH: Incremente la vida
   * TELE x y z: Transporta al jugador a las coordenadas indicadas
   * GIVEWEAPON weapons/"NOMBRE DEL ARMA ".tik
```

Nombres y trucos para obtener armas:
```
   * colt45 - Conseguirás la pistola 
Colt .45

   * m2frag_grenade - Conseguirás la 
granada de fragmentación

   * p38 - Conseguirás la pistola 
Walther P38

   * steilhandgranate - Conseguirás la granada 
Steilhandgranate

   * m1_garand - Conseguirás el fusil 
M1 Garand

   * kar98 - Conseguirás el fusil 
Mauser Kar 98k

   * shotgun - Conseguirás la escopeta 
Winchester Modelo 1897

   * bazooka - Conseguirás el lanzacohetes 
Bazooka

   * panzerschreck - Conseguirás el lanzacohetes 
Panzerschreck

   * bar - Conseguirás el fusil automático 
BAR

   * mp44 - Conseguirás el fusil de asalto 
StG 44

   * thompsonsmg - Conseguirás el subfusil 
Thompson

   * mp40 - Conseguirás el subfusil 
MP40

   * springfield - Conseguirás el fusil de francotirador 
Springfield 1903

   * kar98sniper - Conseguirás el fusil de francotirador Mauser Kar 98k
```

## Personajes
Sargento Baker: Protagonista del juego, miembro de los Red Bull.
Klaus Knefler: agente de la SAS que te ayuda durante la Operación Torch a destruir un barco alemán
Teniente Timmy: teniente inglés que te acompaña en la misión en Sicilia. Muere en Gela, a la llegada de camiones italianos.